# Métiers du nettoyage
Les métiers du nettoyage ou comportant une activité de nettoyage recouvrent de multiples professions et catégories socioprofessionnelles.

## Définitions

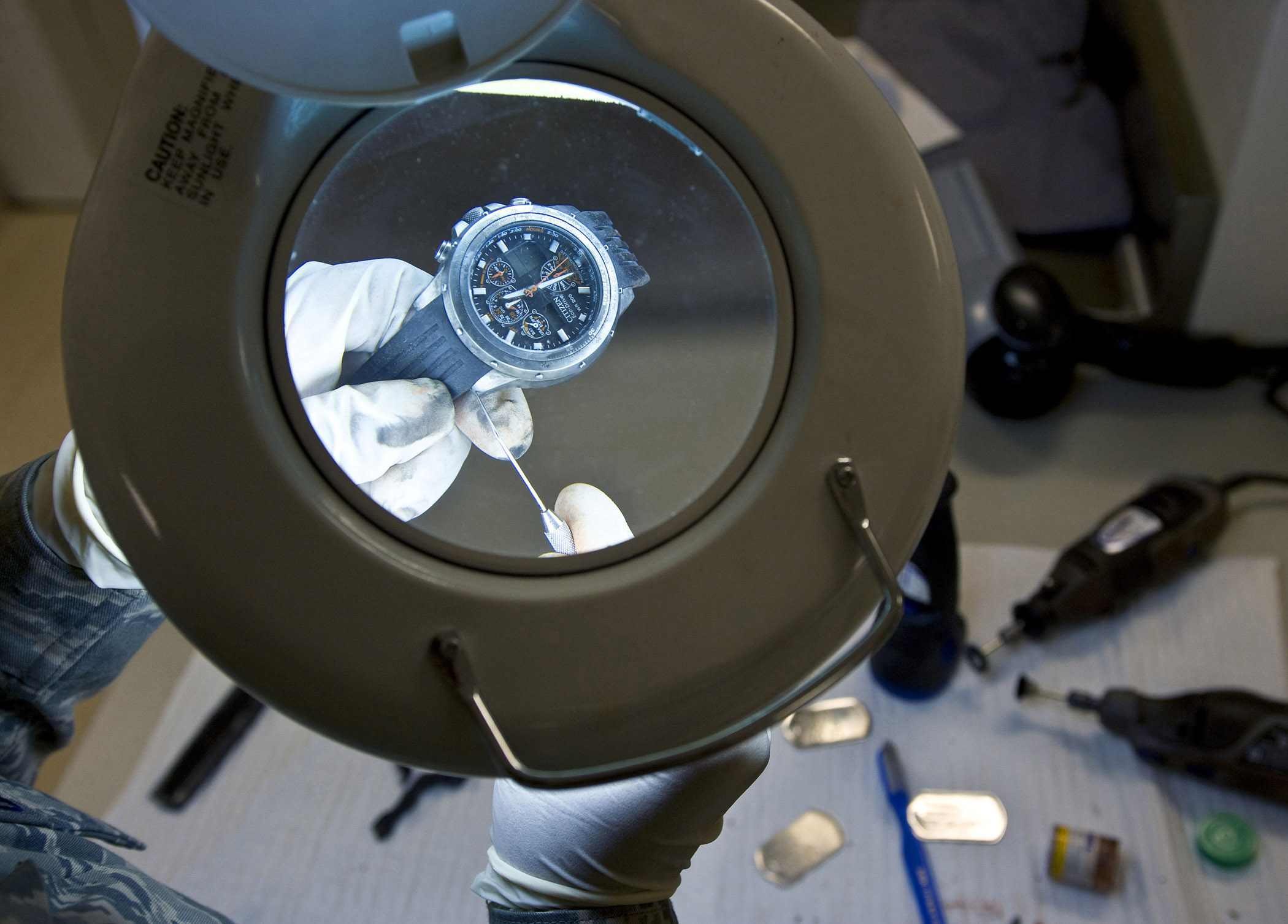
Nettoyage d'effets personnels dans un centre mortuaire militaire aux États-Unis.

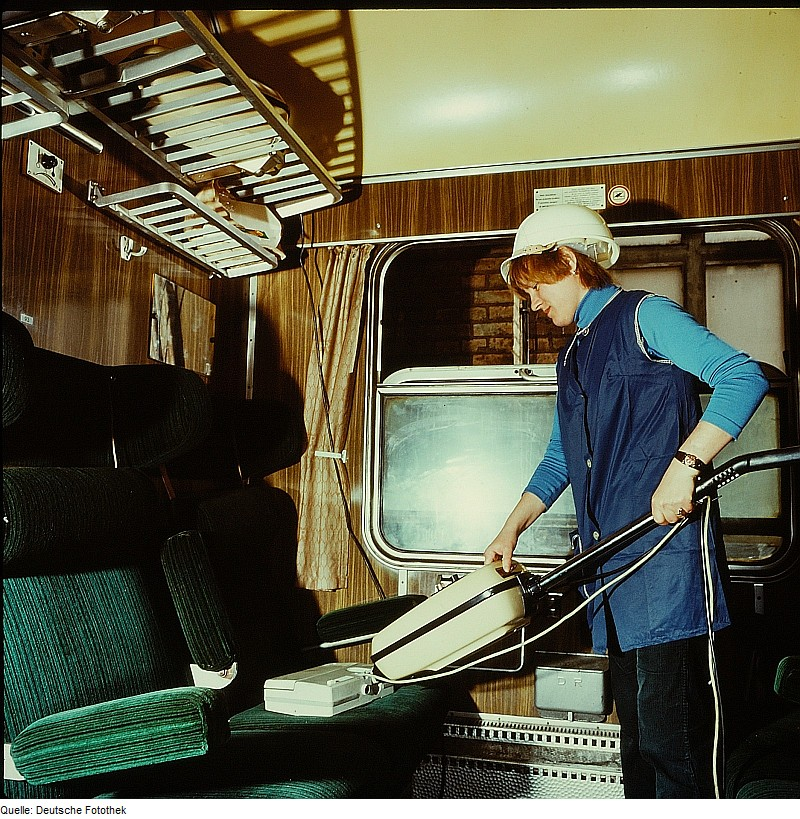
Préposé au véhicule, dans un train à Dresde, en Allemagne, en 1975.

### En France
L'Institut national de la statistique et des études économiques (Insee) français considère en 2018 que les « métiers de la propreté » comprennent les catégories socio-professionnelles que sont « les nettoyeurs  (684A), les agents de service (525A à 525D), les aides à domicile, les aides ménagères et les travailleuses familiales (563B), les employés de maison et les personnels de ménage chez des particuliers (563C) » ; parmi eux, seuls les nettoyeurs font uniquement du ménage. Le « secteur du nettoyage » comprend quant à lui les activités du nettoyage courant, lui-même regroupant le nettoyage de bâtiments et des activités plus larges concourant à la gestion et l'entretien de bâtiment, et du nettoyage spécialisé. Le nettoyage spécialisé lui-même concerne le nettoyage spécialisé de bâtiments — y compris la désinfection et la destruction de parasites —, celui de machines industrielles, le nettoyage en milieux particuliers (salles blanches, hôpitaux…), celui d'équipements et véhicules (piscines, avions, trains…), ainsi que celui des chaussées — y compris hivernal.
En France, la Direction de l'Animation de la recherche, des Études et des Statistiques (Dares) considère en 2019 que ces métiers correspondent aux « professions et catégories socioprofessionnelles (PCS) dont plus d’un tiers des salariés ont pour fonction principale 
« gardiennage, nettoyage, entretien ménager » dans l’enquête Emploi 2012 , et dont le libellé n’est pas exclusivement lié à autre chose qu’au nettoyage », citant les agents de service, les employés de particuliers et les métiers du nettoyage en entreprise.
Ces métiers regroupent par exemple les techniciens de surface, les agents de service (dont les agents des services hospitaliers), les aides à domicile, les concierges, les employés de maison, les employés d'étage dans l'hôtellerie, et les ouvriers non qualifiés de l'assainissement ou bien ceux du traitement des déchets,,. Parmi les métiers spécifiques à l'hygiène et la propreté, cela peut aussi être agent de propreté, agent machiniste, agent de petite maintenance, agents d'entretien et de rénovation, voire cordiste pour des travaux d'accès difficile ou en hauteur. Certains emplois du nettoyage nécessitent de répondre à des normes très spécifiques dans le travail, par exemple ceux de technicien qualité, agent en milieu hospitalier, agent en ultra-propreté, ou bien comportent la responsabilité d'équipes de travailleurs, tels que directeur d'agence, responsable de secteur ou chef d'équipe, spécialisés dans le secteur du nettoyage. D'autres métiers sont, par exemple : agent de stérilisation, agent d'entretien et de nettoyage urbain, agent de traitement dépolluant NRBC, etc.

## Caractéristiques particulières

### Généralités

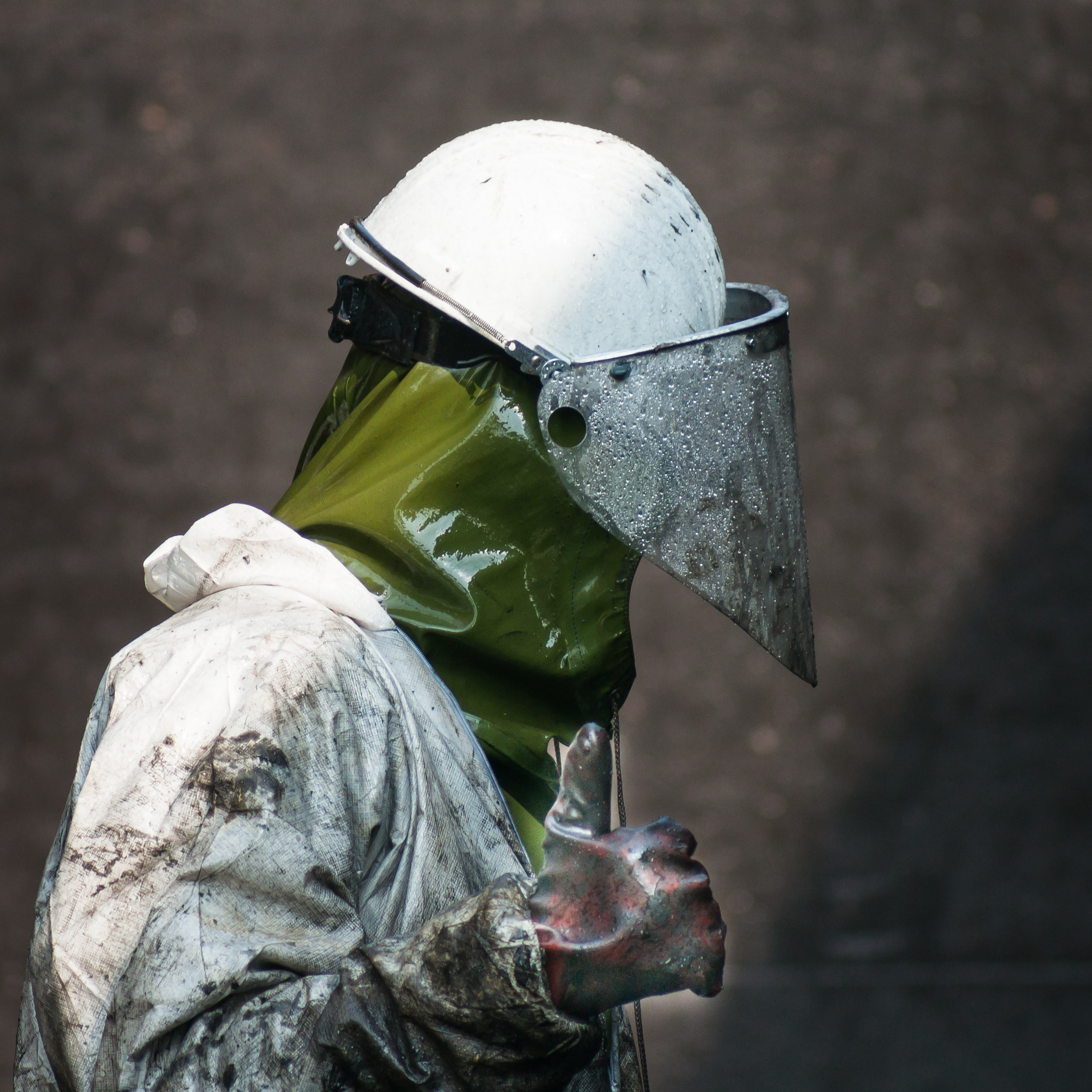
Détail d'un équipement de protection individuelle spécialisé pour le nettoyage à haute pression dans l'industrie chimique, en Allemagne (2010).

Ces métiers peuvent concerner le nettoyage des espaces publics ou celui des espaces privés. Des machines, outils et équipements de protection individuelle spécifiques peuvent être utilisés.

Exemples de métiers du nettoyage
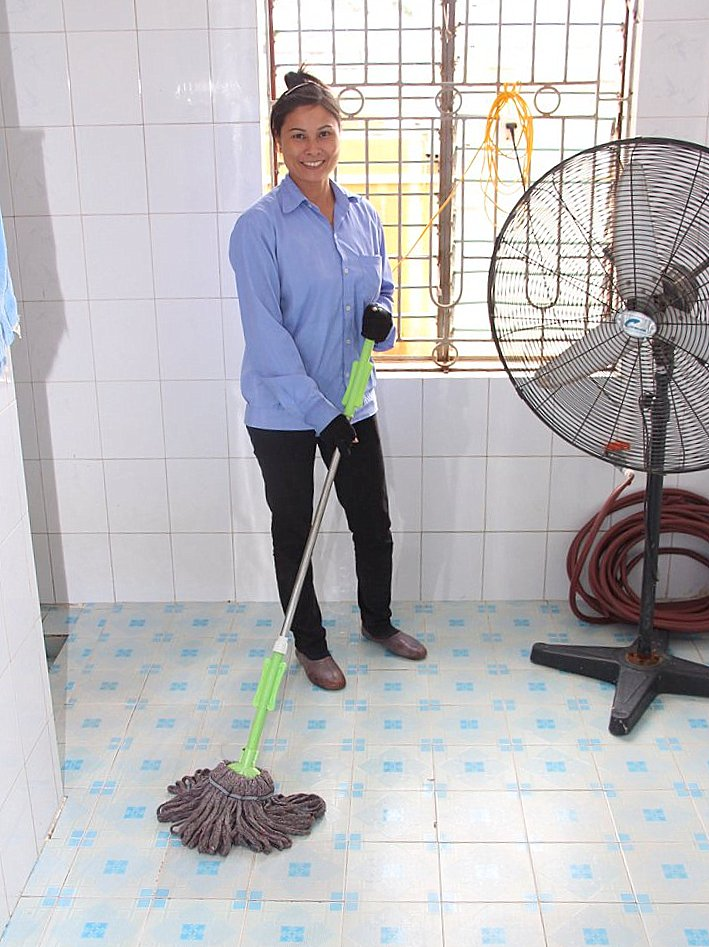
Une femme de ménage
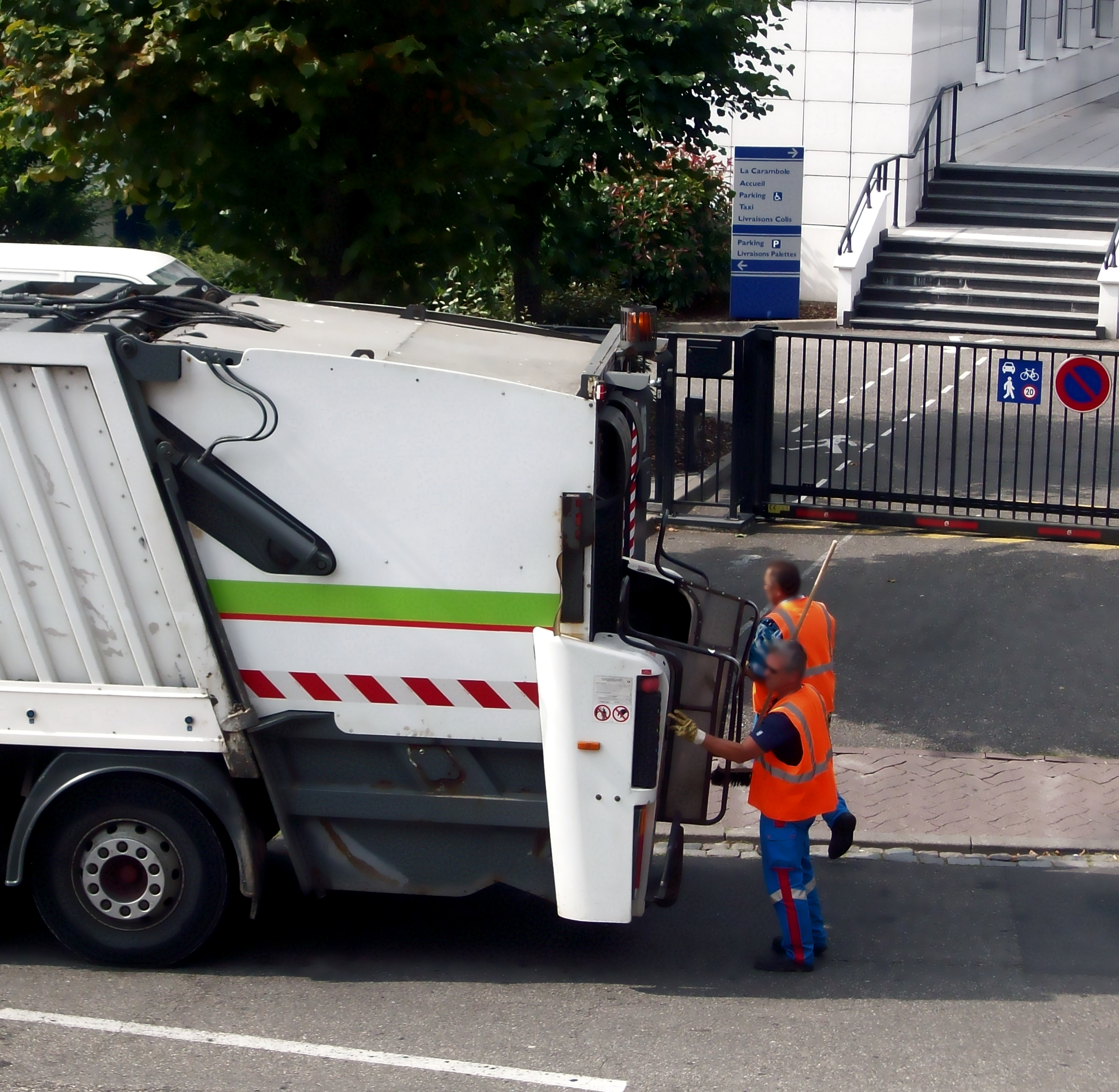
Des éboueurs
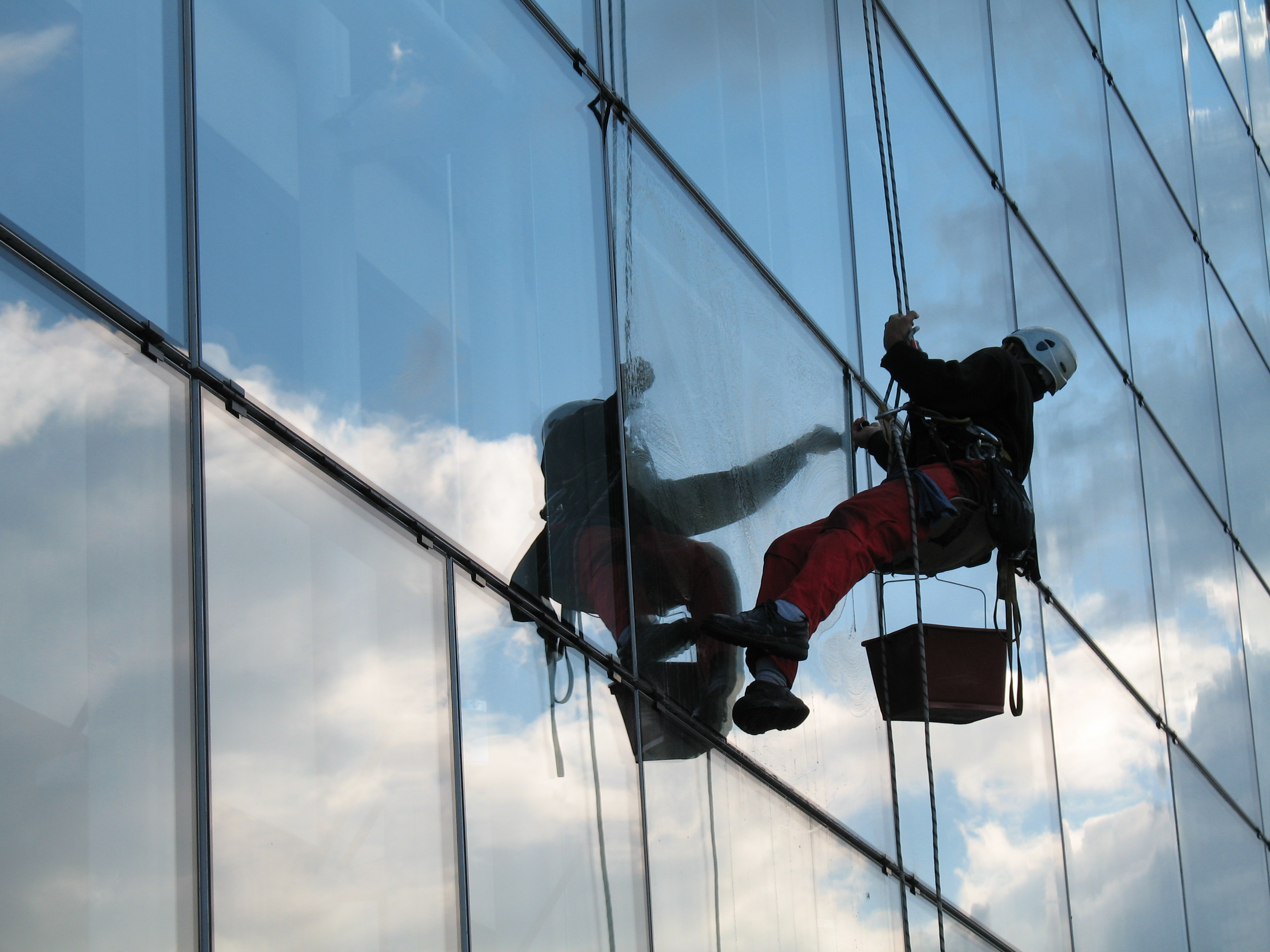
Un laveur de vitres travaillant en suspension
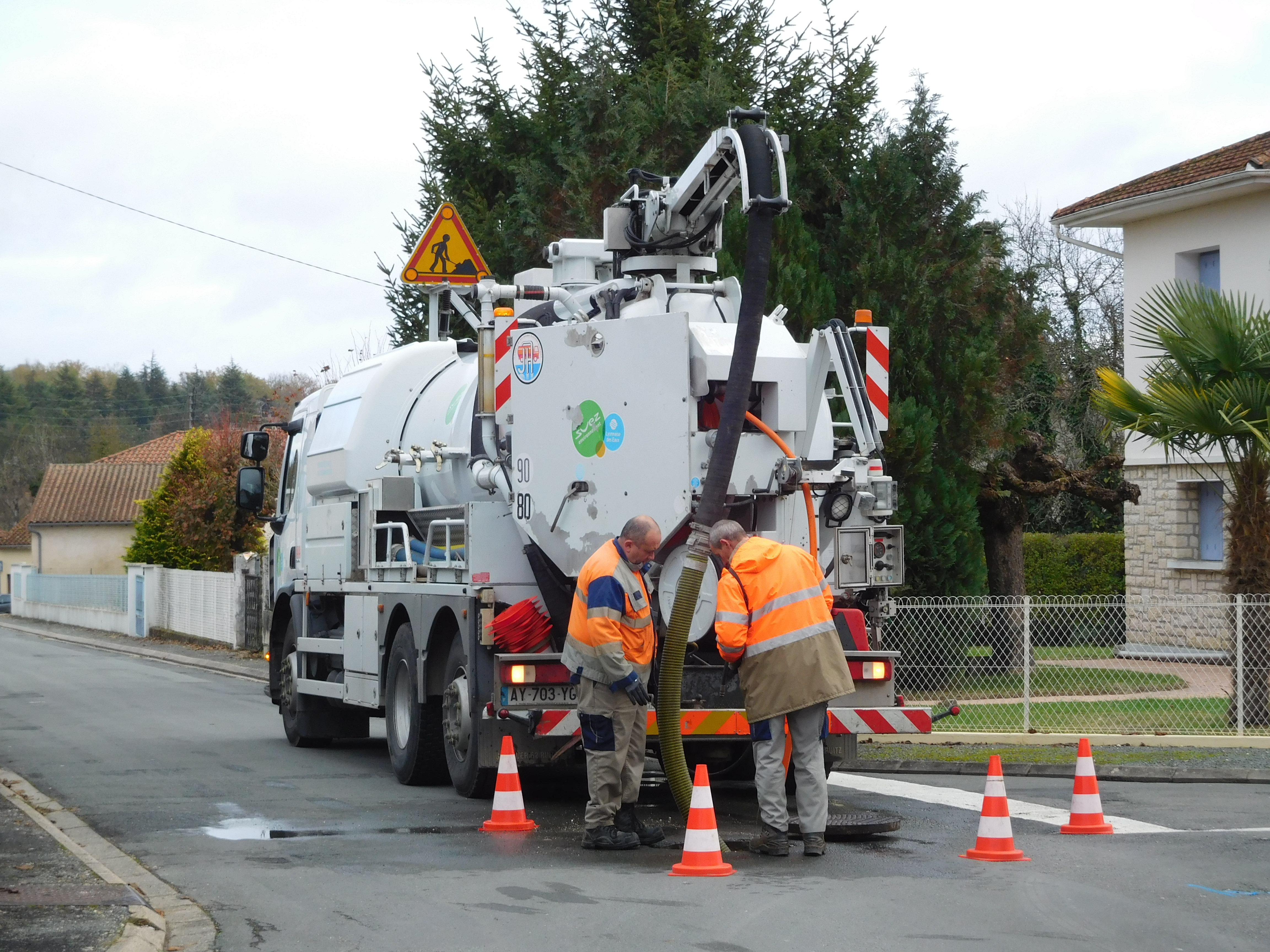
Des égoutiers débouchant un égout au moyen d'un combiné hydrocureuse
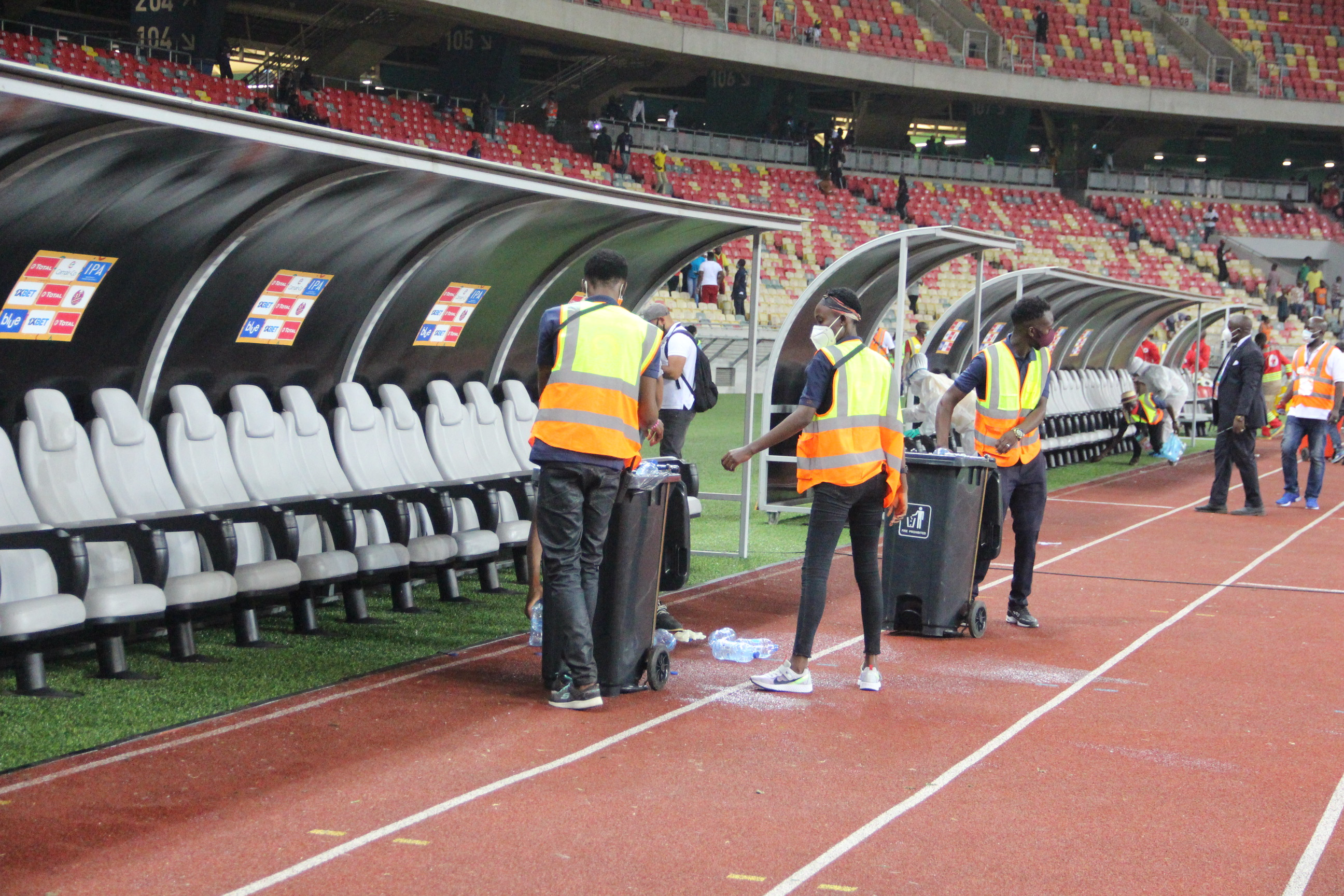
Agents d'entretien nettoyant un stade
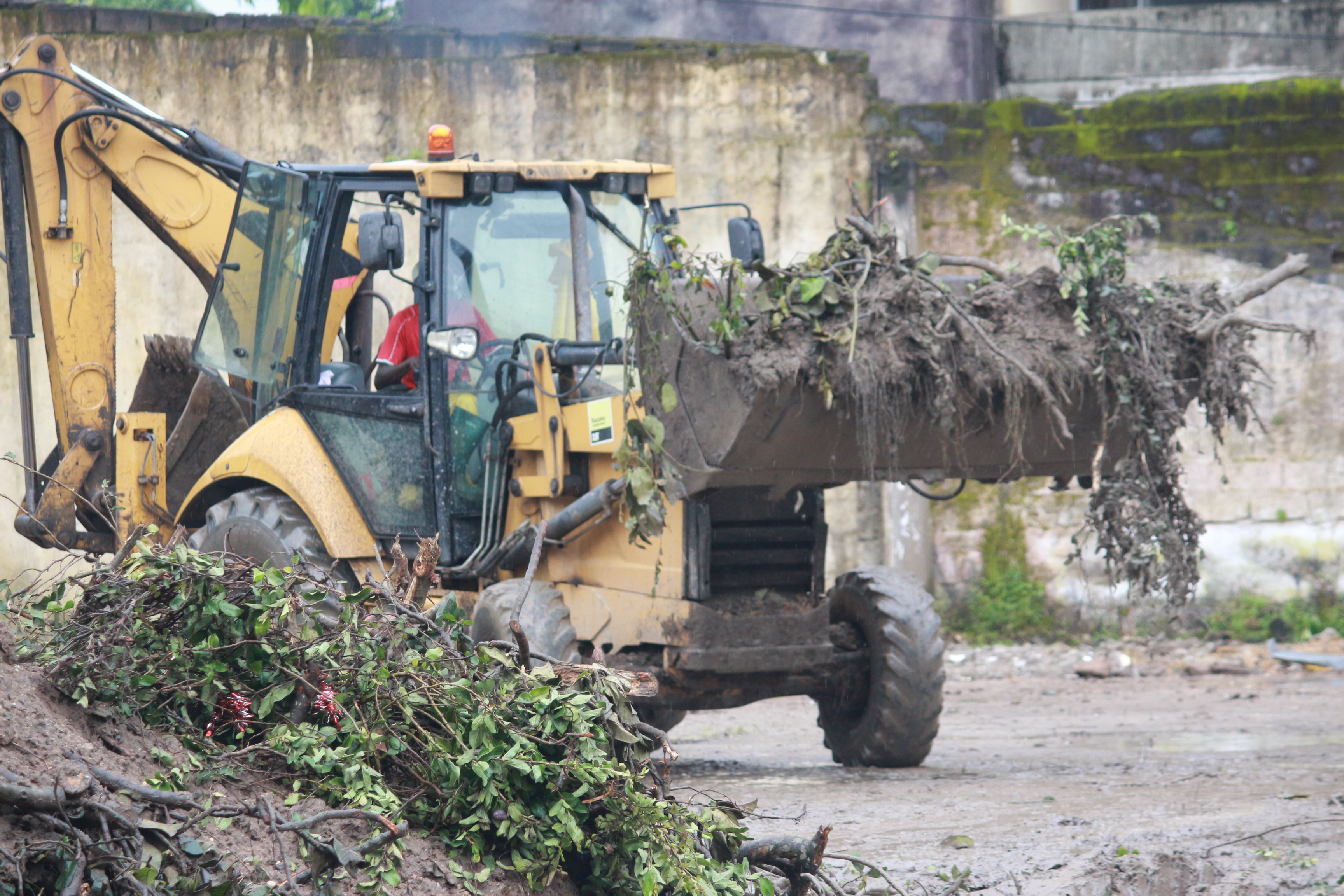
Un agent d'une société de nettoyage dans un engin

### En France
L'Institut national de la statistique et des études économiques (Insee) français indique que dans ce pays, en 2018, ces métiers emploient des personnes ayant peu de qualifications professionnelles.
Il existe des normes et standards qui concernent les secteurs du nettoyage.
Certains facteurs de pénibilité au travail y existent, avec notamment des risques physiques, dont des risques liés aux produits chimiques, et différentes nuisances présentes. Aurore Desjonquères, auteure de l'étude Les métiers du nettoyage pour la Dares en 2019 indique que « Les conditions de travail et d'emploi des salariés du nettoyage demeurent plus difficiles que celles des autres salariés non qualifiés », et notamment dans les entreprises privées.
Les rémunérations sont basses et il y a davantage de travailleurs à temps partiel que pour l'ensemble des métiers salariés (dont une part de temps partiels contraints et certains ayant un morcellement des heures travaillées sur une même journée), ces facteurs amenant un grand nombre des personnes les exerçant à être en situation de précarité et à faire partie des travailleurs pauvres.
Les salariés des métiers du nettoyage sont 42 % dans leur ensemble à se déclarer satisfaits de leur travail, ceux des métiers ayant aussi des tâches d'aide à la personne étant un peu plus nombreux à être satisfaits (51 % d'entre eux). Néanmoins, une part de ces personnes indique avoir un sentiment d'utilité de son travail et à être fière du travail bien fait, malgré le fait de se sentir ignorées pour nombre de celles qui travaillent en entreprise. De plus, l'historien et sociologue Pierre Rosanvallon souligne en 2020 qu'en ce qui concerne les entreprises de nettoyage, beaucoup de leurs clients souhaitent que le nettoyage soit effectué quand il n'y a pas leurs propres salariés dans les locaux, ce qui contribue à l'invisibilisation de ces travailleurs du nettoyage.

## Statistiques

### En France
Selon l'Institut national de la statistique et des études économiques (Insee) français, 404 000 personnes sont employées dans le « secteur du nettoyage » (nettoyage courant et nettoyage spécialisé) en 2015. L'Insee précise que ce nombre de personnes employées qui correspond à 294 000 salariés en équivalent temps plein. De plus, plus d'un salarié sur deux a plusieurs emplois en parallèle.
Selon la Direction de l'Animation de la recherche, des Études et des Statistiques (Dares), en 2016, les métiers du nettoyage représentent 8 % des emplois salariés en France métropolitaine, ce qui se rapporte à environ deux millions de personnes,,, et ce taux est légèrement plus élevé dans ce pays que dans d'autres tels que le Royaume-Uni, l'Allemagne et la Suède. Parmi cette main-d’œuvre souvent issue de classes sociales modestes, plus de 80 % est constituée par des femmes et un grand nombre de personnes est issu de l'immigration. Toutefois, le secteur de l'assainissement et du traitement des déchets est quant à lui, grandement composé de travailleurs masculins (90 % en 2016).

## Condition sociale des travailleurs dans ces métiers

### En France
Selon la journaliste Corinne Lhaïk commentant une étude de la Dares de 2019 sur ces métiers, la condition sociale des employés concernés est « un miroir du monde du travail peu qualifié, avec ses aspects négatifs – précarité, horaires morcelés, faibles perspectives d’évolution – mais aussi positifs : ces métiers permettent à ceux qui n’ont pas de formation de mettre ou de remettre le pied à l’étrier ».
En 2016, peu de personnes exerçant l'un des métiers du nettoyage ont réellement choisi ce type d'emploi et seuls 17 % d'entre elles souhaiteraient y voir leurs enfants.

## Dans les arts

Quelques métiers du nettoyage présents dans les arts
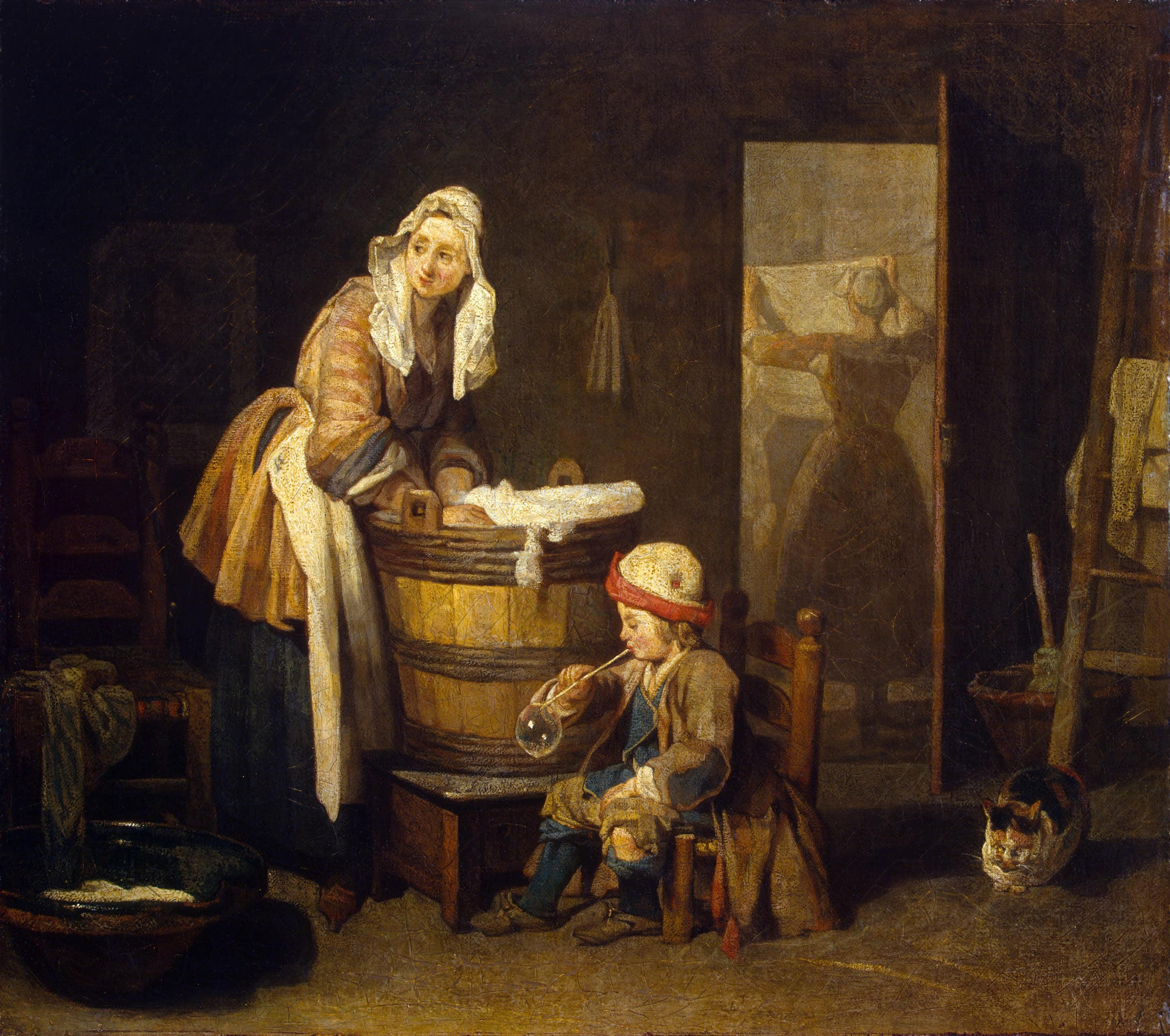
La Blanchisseuse, par Jean Siméon Chardin. années 1730
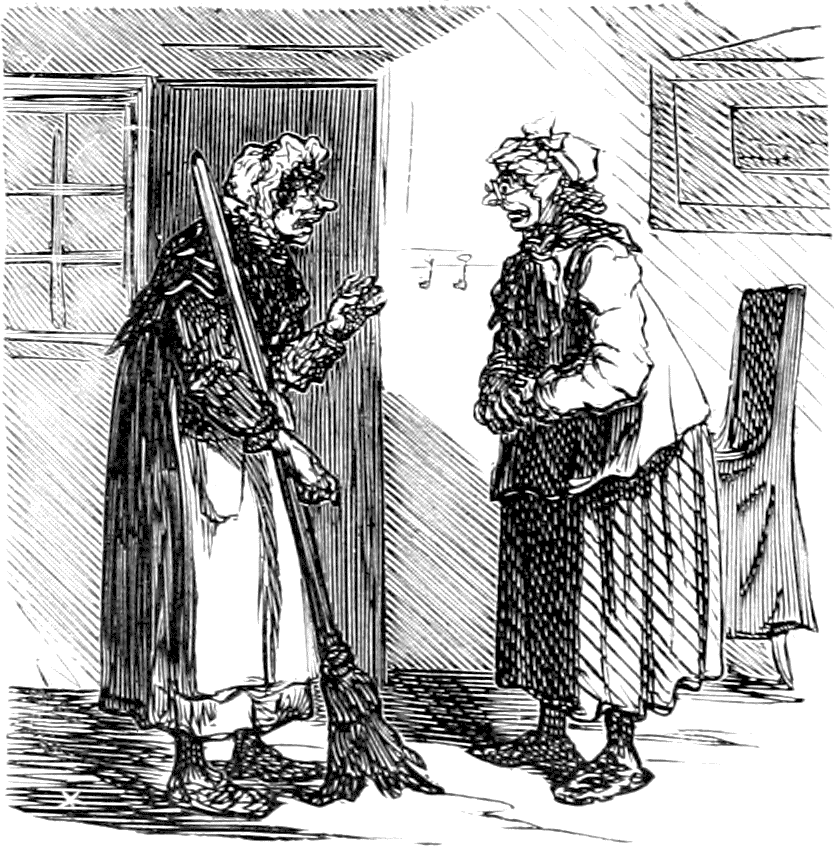
Dessin de presse de Cham, « Un cancan de portières à Paris. — C’est une horreur ! paraît qu’à l’Exposition de Londres on a exposé des concierges mécaniques qui balayent trois mille marches d’escalier par seconde et refusent des étrennes au jour de l’an ! », 1862
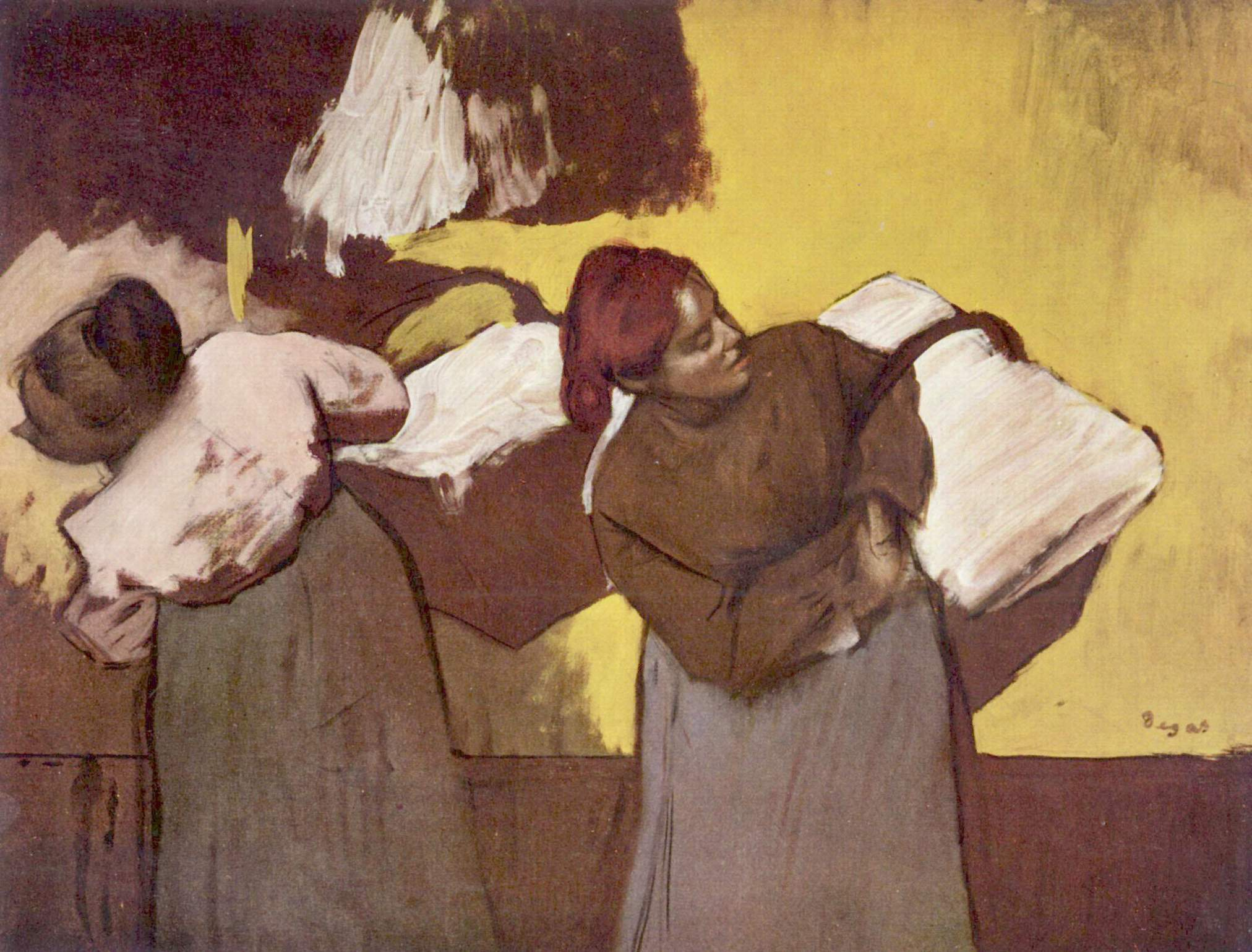
Les Blanchisseuses, par Edgar Degas, 1876-1878
Banksy, Sweep it under the carpet